# Souper Ligka Ellada
La Souper Ligka Ellada (in greco Σούπερ Λίγκα Ελλάδα?) è la massima serie del campionato greco di calcio. La squadra più titolata è l'Olympiacos, che ha conquistato più della metà dei titoli messi in palio (48 su 88).
Organizzata dall'omonima lega professionistica, è posta sotto l'egida della Federazione calcistica della Grecia e affiliata a European Leagues. La competizione esiste dal 1959, quando fu varata la formula del girone unico; fino al 2006 era conosciuta come Alpha Ethniki.
Per la stagione 2022-2023 occupa il 19º posto nel ranking UEFA delle competizioni per club.

## Formula
Le 14 squadre partecipanti si affrontano in un girone all'italiana con partite di andata e ritorno, per un totale di 26 giornate.
Le prime 6 classificate partecipano alla poule scudetto, affrontandosi in un girone all'italiana con partite di andata e ritorno, per un totale di 10 giornate. Le squadre mantengono il punteggio guadagnato durante la stagione regolare. La squadra prima classificata è campione della Grecia e si qualifica al secondo turno di qualificazione della UEFA Champions League; la seconda ai preliminari della UEFA Europa League, la terza e la quarta si qualificano al secondo turno della UEFA Conference League, salvo preservare un posto per la Coppa di Grecia.
Le squadre classificate dal 7º al 14º posto partecipano alla poule retrocessione, affrontandosi in un girone con partite di sola andata per un totale di 7 giornate. Le squadre mantengono il punteggio guadagnato durante la stagione regolare. Le ultime due classificate retrocedono in Souper Ligka Ellada 2.

## Storia
La prima organizzazione di un torneo di calcio in Grecia risale al 1906: si trattava del campionato panellenico, una coppa cui partecipavano inizialmente i maggiori club delle sole prefetture di Atene e del Pireo e che nel volgere degli anni fu allargata anche alle prefetture di Salonicco e dell'Acaia. La prima annata del campionato considerata ufficiale è, tuttavia, quella la stagione 1927-1928: è infatti questa la prima edizione del campionato che fu organizzata dalla neonata Federazione calcistica della Grecia, che era stata fondata nel 1926. Ad ogni modo, in quel periodo il campionato non si tenne annualmente.
Dopo diverse edizioni di questo campionato a livello semi-dilettantistico, nel 1959 la Federazione calcistica ellenica riuscì ad organizzare un campionato con un formato simile a quello attuale e a quello degli altri campionati europei: nacque l'Alpha Ethniki, che prevedeva un unico girone all'italiana a sedici squadre. Dall'edizione 1959-1960 il campionato viene disputato regolarmente e il numero di squadre partecipanti ha oscillato spesso tra 16 e 18. Al campionato greco hanno partecipato anche le squadre vincitrici della Divisione A cipriota tra il 1967 e il 1973. Tutte sono state retrocesse e sono tornate nel campionato cipriota la stagione successiva, tranne l'APOEL nel 1974, che però non partecipò alla stagione successiva di Alpha Ethniki. Nel 1979 il calcio greco passò al professionismo. Nel 2006 è nata la Super League.
La squadra più titolata del campionato greco è l'Olympiacos del Pireo, seguito dal Panathīnaïkos di Atene. Queste due squadre e il PAOK sono le tre compagini che hanno partecipato a tutte le edizioni del campionato ellenico di massima divisione dal 1959. Le sopraccitate Olympiakos, Panathinaikos e l'AEK Atene sono le tre compagini che hanno vinto la quasi totalità dei campionati ellenici, motivo per il quale viene utilizzato, per designarle, il termine P.O.K., che però risale al 1927, quando esse rifiutarono di prendere parte al primo campionato ufficiale e giocarono invece partite con altre squadre europee. Sporadicamente tale dominio è stato interrotto dalle due squadre di Salonicco, l'Aris e il PAOK. Quest'ultimo ha vinto il titolo nel 2018-2019, e nel 2023-2024, rompendo così il pluritrentennale dominio delle squadre della capitale.  

## Partecipazioni per squadra
Sono 70 le squadre ad aver preso parte ai 67 campionati di Souper Ligka Ellada che sono stati disputati a partire dal 1959-1960 fino alla stagione 2025-2026 (della quale si riportano in grassetto le squadre militanti):
- 67 volte:  Olympiacos,  Panathīnaïkos,  PAOK
- 65 volte:  AEK Atene
- 61 volte:  Arīs Salonicco
- 59 volte:  Paniōnios
- 53 volte:  Īraklīs
- 49 volte:  OFI Creta
- 43 volte:  Apollōn Smyrnīs
- 36 volte:  Ethnikos Pireo
- 32 volte:  Larissa
- 31 volte:  Xanthī
- 28 volte:  PAS Giannina
- 27 volte:  Panserraïkos
- 26 volte:  Panachaiki
- 25 volte:  Atromītos
- 23 volte:  Egaleo
- 22 volte:  Levadeiakos
- 21 volte:  Doxa Dramas
- 20 volte:  Apollon Kalamarias
- 19 volte:  Asteras Tripolīs,  Kavala
- 18 volte:  Ionikos
- 17 volte:  GAS Veria
- 16 volte:  Panaitōlikos,  Pierikos
- 15 volte:  Proodeftikī
- 10 volte:  Kastoria
- 9 volte:  Athīnaïkos,  Ergotelīs,  Olympiakos Volos
- 8 volte:  Lamia
- 7 volte:  Fostiras,  Kalamata,  Panīleiakos,  Trikala,  Volo
- 6 volte:  Nikī Volo,  Panaigialeios,  Panthrakikos,  Platanias
- 5 volte:  Athens Kallithea,  Edessaïkos,  Kerkyra[3],  Korinthos
- 4 volte:  Akratītos,  Ethnikos Asteras,  Rodos,  Vyzas
- 3 volte:  Diagoras,  Kallonī,  Kerkyra[4],  Olympiakos Nicosia,  Panelefsiniakos
- 2 volte:  Chalkidona,  Kīfisias
- 1 volte:  AEL Limassol,  APOEL,  Atromītos Pireo,  EPA Larnaca,  Makedonikos,  Megas Alexandros Katerini,  Naoussa,  Nikaia,  Olympiakos Chalkida,  Omonia,  Pankorinthiakos,  Thermaikos Salonicco,  Thrasyvoulos

## Squadre
Stagione 2022-2023:
| Squadra          | Città     | Stadio                          | Capacità |
| ---------------- | --------- | ------------------------------- | -------- |
| AEK Atene        | Atene     | Stadio Agia Sophia              | 30 597   |
| Aris             | Salonicco | Stadio Kleanthis Vikelidis      | 22 800   |
| Asteras Tripolis | Tripoli   | Stadio Theodoros Kolokotronis   | 7 442    |
| Atromitos        | Atene     | Stadio Peristeri                | 10 050   |
| Ionikos          | Il Pireo  | Stadio Neapoli                  | 6 000    |
| Lamia            | Lamia     | Stadio municipale di Lamia      | 5 500    |
| Levadiakos       | Livadeia  | Stadio municipale di Levadia    | 5 915    |
| OFI              | Heraklion | Stadio Theodoros Vardinogiannis | 9 088    |
| Olympiacos       | Il Pireo  | Stadio Geōrgios Karaiskakīs     | 32 115   |
| Panathinaikos    | Atene     | Stadio Apostolos Nikolaidis     | 16 003   |
| Panetolikos      | Agrinio   | Stadio Panaitōlikou             | 7 321    |
| PAOK             | Salonicco | Stadio Toumba                   | 28 703   |
| PAS Giannina     | Ioannina  | Stadio Zosimades                | 7 652    |
| Volos            | Volo      | Stadio Panthessaliko            | 22 700   |

## Albo d'oro
- 1927-1928:  Arīs Salonicco (1)
- 1928-1929: non disputato
- 1929-1930:  Panathīnaïkos (1)
- 1930-1931:  Olympiacos (1)
- 1931-1932:  Arīs Salonicco (2)
- 1932-1933:  Olympiacos (2)
- 1933-1934:  Olympiacos (3)
- 1934-1935: non disputato
- 1935-1936:  Olympiacos (4)
- 1936-1937:  Olympiacos (5)
- 1937-1938:  Olympiacos (6)
- 1938-1939:  AEK Atene (1)
- 1939-1940:  AEK Atene (2)
- 1940-1945: Campionati non disputati e/o non terminati a causa della seconda guerra mondiale
- 1945-1946:  Arīs Salonicco (3)
- 1946-1947:  Olympiacos (7)
- 1947-1948:  Olympiacos (8)
- 1948-1949:  Panathīnaïkos (2)
- 1949-1950: non disputato
- 1950-1951:  Olympiacos (9)
- 1951-1952: non disputato
- 1952-1953:  Panathīnaïkos (3)
- 1953-1954:  Olympiacos (10)
- 1954-1955:  Olympiacos (11)
- 1955-1956:  Olympiacos (12)
- 1956-1957:  Olympiacos (13)
- 1957-1958:  Olympiacos (14)
- 1958-1959:  Olympiacos (15)
- 1959-1960:  Panathīnaïkos (4)
- 1960-1961:  Panathīnaïkos (5)
- 1961-1962:  Panathīnaïkos (6)
- 1962-1963:  AEK Atene (3)
- 1963-1964:  Panathīnaïkos (7)
- 1964-1965:  Panathīnaïkos (8)
- 1965-1966:  Olympiacos (16)
- 1966-1967:  Olympiacos (17)
- 1967-1968:  AEK Atene (4)
- 1968-1969:  Panathīnaïkos (9)
- 1969-1970:  Panathīnaïkos (10)
- 1970-1971:  AEK Atene (5)
- 1971-1972:  Panathīnaïkos (11)
- 1972-1973:  Olympiacos (18)
- 1973-1974:  Olympiacos (19)
- 1974-1975:  Olympiacos (20)
- 1975-1976:  PAOK (1)
- 1976-1977:  Panathīnaïkos (12)
- 1977-1978:  AEK Atene (6)
- 1978-1979:  AEK Atene (7)
- 1979-1980:  Olympiacos (21)
- 1980-1981:  Olympiacos (22)
- 1981-1982:  Olympiacos (23)
- 1982-1983:  Olympiacos (24)
- 1983-1984:  Panathīnaïkos (13)
- 1984-1985:  PAOK (2)
- 1985-1986:  Panathīnaïkos (14)
- 1986-1987:  Olympiacos (25)
- 1987-1988:  Larissa (1)
- 1988-1989:  AEK Atene (8)
- 1989-1990:  Panathīnaïkos (15)
- 1990-1991:  Panathīnaïkos (16)
- 1991-1992:  AEK Atene (9)
- 1992-1993:  AEK Atene (10)
- 1993-1994:  AEK Atene (11)
- 1994-1995:  Panathīnaïkos (17)
- 1995-1996:  Panathīnaïkos (18)
- 1996-1997:  Olympiacos (26)
- 1997-1998:  Olympiacos (27)
- 1998-1999:  Olympiacos (28)
- 1999-2000:  Olympiacos (29)
- 2000-2001:  Olympiacos (30)
- 2001-2002:  Olympiacos (31)
- 2002-2003:  Olympiacos (32)
- 2003-2004:  Panathīnaïkos (19)
- 2004-2005:  Olympiacos (33)
- 2005-2006:  Olympiacos (34)
- 2006-2007:  Olympiacos (35)
- 2007-2008:  Olympiacos (36)
- 2008-2009:  Olympiacos (37)
- 2009-2010:  Panathīnaïkos (20)
- 2010-2011:  Olympiacos (38)
- 2011-2012:  Olympiacos (39)
- 2012-2013:  Olympiacos (40)
- 2013-2014:  Olympiacos (41)
- 2014-2015:  Olympiacos (42)
- 2015-2016:  Olympiacos (43)
- 2016-2017:  Olympiacos (44)
- 2017-2018:  AEK Atene (12)
- 2018-2019:  PAOK (3)
- 2019-2020:  Olympiacos (45)
- 2020-2021:  Olympiacos (46)
- 2021-2022:  Olympiacos (47)
- 2022-2023:  AEK Atene (13)
- 2023-2024:  PAOK (4)
- 2024-2025:  Olympiacos (48)

## Campionati vinti
| Club           | Titoli | Anni | Note  |
| -------------- | ------ | --- | ----- |
| Olympiacos     | 48     | 1930-1931, 1932-1933, 1933-1934, 1935-1936, 1936-1937, 1937-1938, 1946-1947, 1947-1948, 1950-1951, 1953-1954, 1954-1955, 1955-1956, 1956-1957, 1957-1958, 1958-1959, 1965-1966, 1966-1967, 1972-1973, 1973-1974, 1974-1975, 1979-1980, 1980-1981, 1981-1982, 1982-1983, 1986-1987, 1996-1997, 1997-1998, 1998-1999, 1999-2000, 2000-2001, 2001-2002, 2002-2003, 2004-2005, 2005-2006, 2006-2007, 2007-2008, 2008-2009, 2010-2011, 2011-2012, 2012-2013, 2013-2014, 2014-2015, 2015-2016, 2016-2017, 2019-2020, 2020-2021, 2021-2022, 2024-2025 | [ 5 ] |
| Panathīnaïkos  | 20     | 1929-1930, 1948-1949, 1952-1953, 1959-1960, 1960-1961, 1961-1962, 1963-1964, 1964-1965, 1968-1969, 1969-1970, 1971-1972, 1976-1977, 1983-1984, 1985-1986, 1989-1990, 1990-1991, 1994-1995, 1995-1996, 2003-2004, 2009-2010 | [ 6 ] |
| AEK Atene      | 13     | 1938-1939, 1939-1940, 1962-1963, 1967-1968, 1970-1971, 1977-1978, 1978-1979, 1988-1989, 1991-1992, 1992-1993, 1993-1994, 2017-2018, 2022-2023 | [ 7 ] |
| PAOK           | 4      | 1975-1976, 1984-1985, 2018-2019, 2023-2024 |       |
| Arīs Salonicco | 3      | 1927-1928, 1931-1932, 1945-1946 |       |
| Larissa        | 1      | 1987-1988 |       |